# Sequestro emocional

Exemplo de como as impressões sensoriais são processadas pelo cérebro, mostrando o caminho mais comum que passa antes pelo neocórtex e também o caminho mais curto (com a seta tracejada) representando o processo conhecido como sequestro emocional. Imagem retirada de Daniel Goleman, Inteligência Emocional, Objetiva, 1995 - 375 páginas, p. 43

Sequestro emocional, sequestro neural ou sequestro límbico é um conceito criado pelo psicólogo Daniel Goleman para descrever o processo onde impressões sensoriais são enviadas diretamente do tálamo à amígdala, antes de serem plenamente processadas pelo neocórtex. O processo mais comum de envio de informações como essa envolve as regiões corticais responsáveis pela organização e o processamento destas informações, o que não ocorre durante um sequestro neural. Este processo foi identificado pela primeira vez pelo neurocientista americano Joseph E. LeDoux, em 1993. O sequestro emocional desencadeia reações mais rápidas e impulsivas enquanto o processo mais comum é mais lento e racional. O sequestro neural é provavelmente resultado da evolução, onde no passado reações impulsivas provocadas por ele resultavam em mais benefícios do que prejuízo para os indivíduos. A evolução não foi capaz de se adaptar as rápidas mudanças do desenvolvimento da civilização humana, e hoje em muitas situações o sequestro emocional pode resultar em comportamentos inapropriados, dos quais os indivíduos podem vir a se arrependerem posteriormente. Exemplos de situações assim envolvem acessos de fúria que podem resultar em agressão ou assassinato, onde a pessoa age com base em um impulso intenso de raiva, sem refletir ou pensar nas consequências de seus atos no momento da ação. No entanto, o sequestro emocional não está associado apenas a situações de forte carga emocional negativa, como a raiva, mas também a situações positivas, como num acesso incontrolado de riso após se ouvir uma piada engraçada.